# Bahnhof Hamburg Hoheneichen
Hamburg Hoheneichen ist ein Haltepunkt im Norden von Hamburg in Hamburg-Wellingsbüttel. Dort verkehrt die Linie S1 der S-Bahn Hamburg.

## Geschichte
Der Bahnhof liegt an der Alstertalbahn. Er wurde 1918 eröffnet und 1924 mit einer Oberleitung elektrifiziert. Der zweigleisige elektrische Betrieb wurde am 12. März 1924 eröffnet, als der Fahrdraht für die Hamburg-Altonaer Stadt- und Vorortbahn vollständig montiert war. Ein geplantes drittes Gleis für den Güterverkehr wurde nicht realisiert. 1940 sind die Gleise auch mit einer seitlichen Stromschiene für den Gleichstrombetrieb ausgerüstet worden, 1955 wurde die Oberleitung entfernt. 

## Ausstattung
Hoheneichen verfügt über einen Mittelbahnsteig auf dem Bahndamm mit einem Ausgang an der Nordostseite. Der Haltepunkt wurde nachträglich mit einem Aufzug zur Erreichung der Barrierefreiheit ausgestattet. 

## Umfeld
Die Station ist zwischen zwei Straßen gebaut. Es gibt keine Busanbindung.

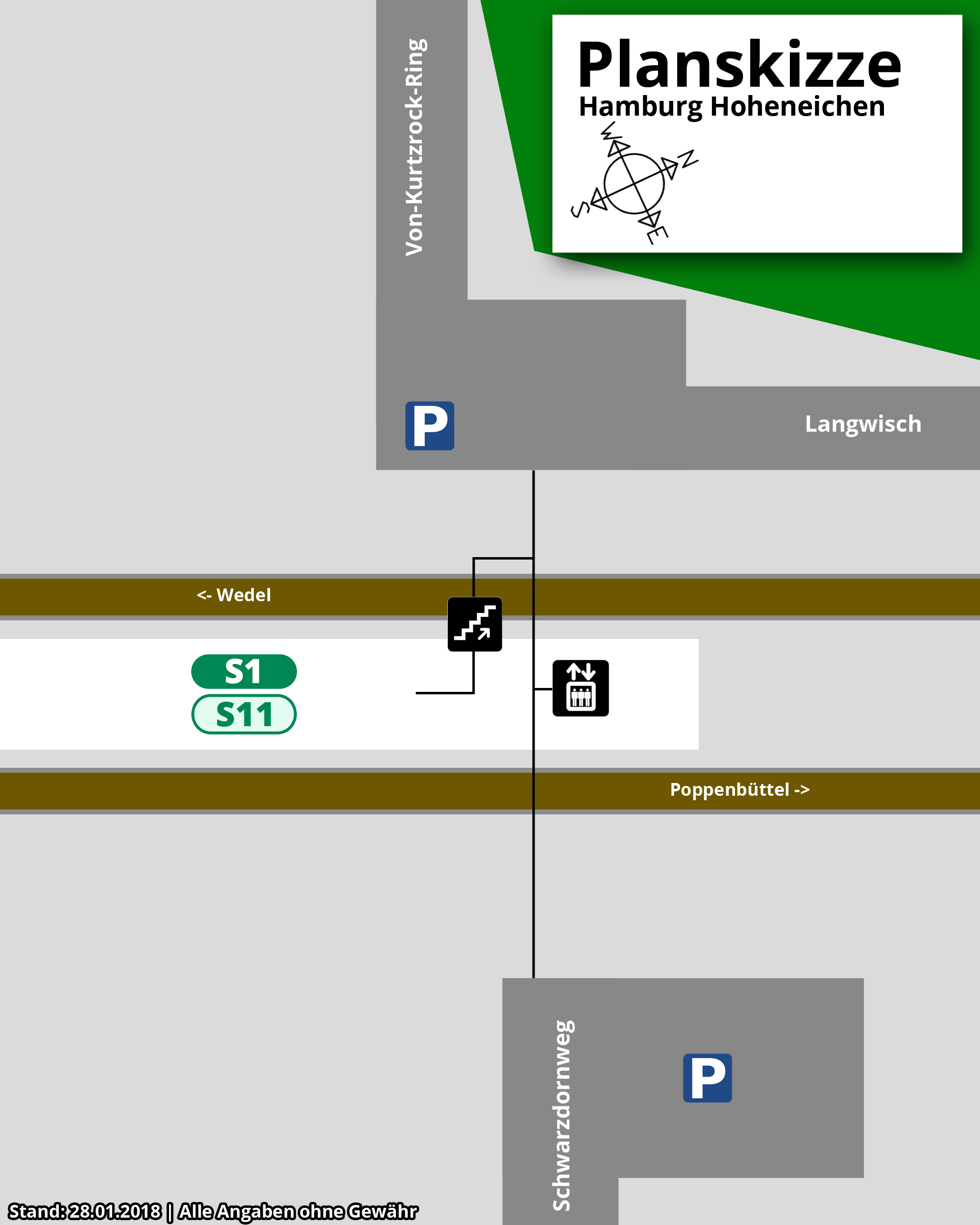
Infrastrukturskizze

## Betrieb
| Linie | Verlauf |
| ----- | --- |
| S 1   | Wedel – Rissen – Sülldorf – Iserbrook – Blankenese – Hochkamp – Klein Flottbek – Othmarschen – Bahrenfeld – Ottensen – Altona – Königstraße – Reeperbahn – Landungsbrücken – Stadthausbrücke – Jungfernstieg – Hauptbahnhof – Berliner Tor – Landwehr – Hasselbrook – Wandsbeker Chaussee – Friedrichsberg – Barmbek – Alte Wöhr (Stadtpark) – Rübenkamp – Ohlsdorf \ Streckenast Poppenbüttel – Kornweg (Klein Borstel) – Hoheneichen – Wellingsbüttel – Poppenbüttel / Streckenast Flughafen – Hamburg Airport (Flughafen) |